# Basketball Club Rytas
Il B.C. Rytas è una squadra di pallacanestro della LKL (Lietuvos Krepšinio Lyga), il massimo campionato lituano di pallacanestro, ed ha sede in Vilnius, capitale del paese.

## Storia

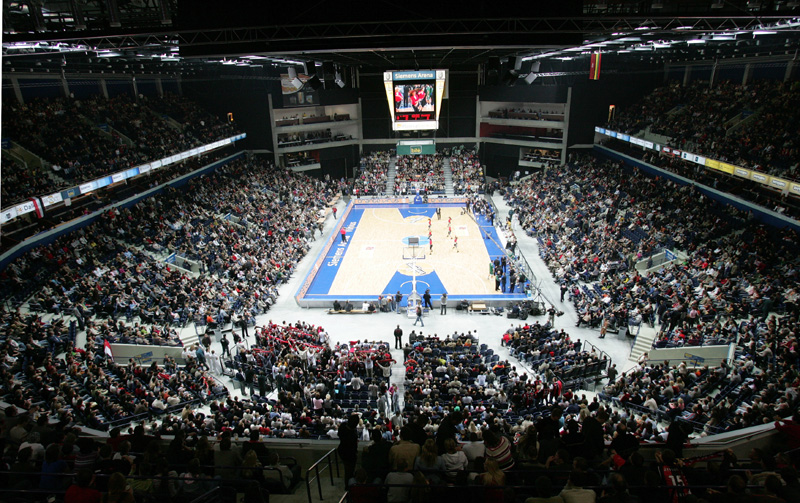
La Siemens Arena, campo di gioco ufficiale del Rytas nelle Coppe europee

Sebbene la sua fondazione ufficiale sia successiva, la società, con il nome di Statyba Vilnius, nacque nel 1964, quando la Lituania faceva parte dell'Unione Sovietica.
Nel 1997 la squadra fu acquistata dal quotidiano locale "Lietuvos rytas", dal quale prese il nome la società. Con la nuova gestione, il Rytas crebbe fino a diventare una delle squadre dominanti del campionato lituano, in rivalità con lo BC Žalgiris, con sede a Kaunas.
Il Rytas ha due campi di gioco in casa: la Lietuvos Rytas Arena, per gli incontri di campionato (capacità: 1.700 spettatori); la Siemens Arena, per le partite delle varie Coppe europee (capacità: 11.000 spettatori).

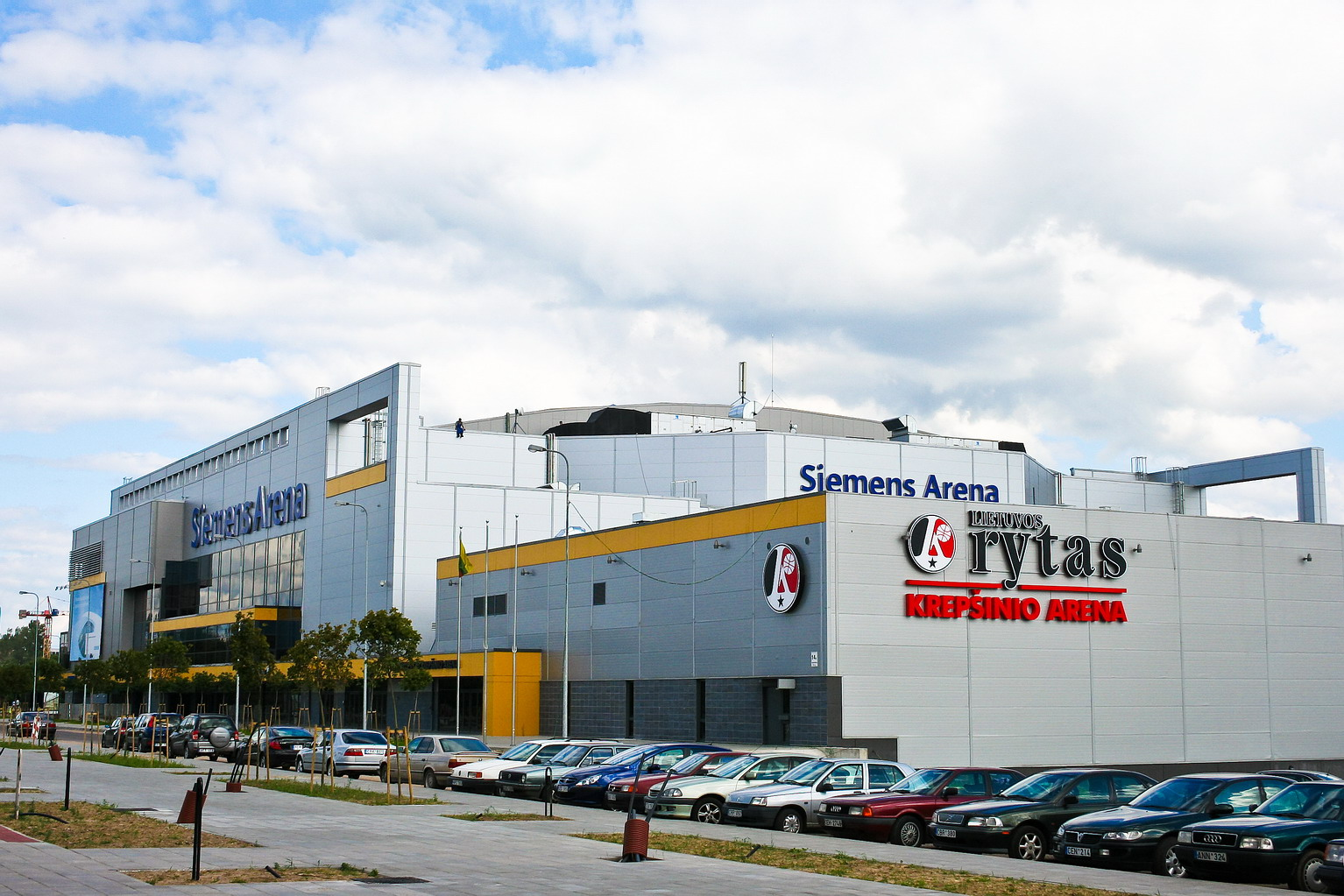
Lietuvos Rytas Arena

## Roster 2023-2024
Aggiornato al 7 giugno 2024
| BC Rytas Vilnius 2023-2024 | BC Rytas Vilnius 2023-2024 |
| Giocatori                  | Staff tecnico              |
| -------------------------- | -------------------------- |

| N. | Naz.                   | Ruolo | Nome                | Anno | Alt.   | Peso   |  |
| -- | ---------------------- | ----- | ------------------- | ---- | ------ | ------ |  |
| 1  | Lituania (bandiera)    | PG    | Arnas Velička       | 1999 | 195 cm | 89 kg  |  |
| 2  | Lituania (bandiera)    | G     | Margiris Normantas  | 1996 | 194 cm | 94 kg  |  |
| 3  | Lituania (bandiera)    | G     | Modestas Babraitis  | 2004 | 194 cm | 85 kg  |  |
| 4  | Stati Uniti (bandiera) | AG    | Justin Gorham       | 1998 | 201 cm | 102 kg |  |
| 7  | Lituania (bandiera)    | AP    | Gytis Radzevičius   | 1995 | 197 cm | 92 kg  |  |
| 8  | Stati Uniti (bandiera) | PG    | R. J. Cole          | 1999 | 182 cm | 83 kg  |  |
| 10 | Lituania (bandiera)    | AP    | Lukas Uleckas       | 1999 | 199 cm | 93 kg  |  |
| 12 | Stati Uniti (bandiera) | C     | Javin DeLaurier     | 1998 | 208 cm | 102 kg |  |
| 14 | Lituania (bandiera)    | C     | Martynas Echodas    | 1997 | 206 cm | 110 kg |  |
| 16 | Lituania (bandiera)    | PG    | Ignas Urbonas       | 2007 | 198 cm | 86 kg  |  |
| 17 | Stati Uniti (bandiera) | G     | Marcus Foster       | 1995 | 191 cm | 93 kg  |  |
| 21 | Lituania (bandiera)    | AG    | Gytis Masiulis      | 1998 | 206 cm | 99 kg  |  |
| 22 | Lituania (bandiera)    | PG    | Gantas Križanauskas | 2006 | 190 cm | 70 kg  |  |
| 41 | Lituania (bandiera)    | C     | Oskaras Pleikys     | 2001 | 202 cm | 105 kg |  |

| Allenatore                                                                                        |
| - Giedrius Žibėnas                                                                                |
| Assistente/i                                                                                      |
| - Georgios Dedas - Gustas Maskoliūnas Legenda - (C) Capitano - (IN) Inattivo - Infortunato Roster |

### Staff tecnico
- Allenatore: Giedrius Žibėnas
- Assistente: Georgios Dedas
- Assistente: Gustas Maskoliūnas
- Preparatore atletico: Tadas Jackūnas

### Staff Medico
- Fisioterapisti: Andrius Misiūra, Laurynas Zurza

### Staff dirigenziale
- CEO: Jaroslav Latušinskij
- Direttore sportivo: Artūras Jomantas
- Team Manager: Mantvydas Dabašinskas
- Manager Programma Giovanile: Matas Urbonas
- Responsabile Marketing: Petras Jasiūnas
- Assistente vendite e marketing: Lukas Pupeikis
- Manager Comunicazione visiva: Tomas Kunta
- Graphic Designer: Žygimantas Stropus
- Event Manager: Domilė Matuškevičiūtė
- Brand Manager: Justas Milius

## Palmarès

### Titoli nazionali
- Campionato lituano: 7

1999-2000, 2001-2002, 2005-2006, 2008-2009, 2009-2010, 2021-2022, 2023-2024
- Coppa di Lituania: 5

1998, 2009, 2010, 2016, 2018-2019

### Titoli europei
- ULEB Cup - Eurocup: 2

2004-2005, 2008-2009
- Lega Baltica: 3

2005-2006, 2006-2007, 2008-2009
- Lega NEBL: 1

2001-2002

## Allenatori
- Modestas Paulauskas 1997
- Alfredas Vainauskas 1997–1998
- Šarūnas Sakalauskas 1999–2001
- Jonas Kazlauskas 2002–2003
- Kęstutis Kemzūra 2003–2004
- Vlade Đurović 2004–2005
- Tomo Mahorič 2005
- Neven Spahija 2005–2006
- Sharon Drucker 2006–2006
- Zmago Sagadin 2006–2007
- Aleksandr Trifunović 2007–2008
- Antanas Sireika (2008)
- Rimas Kurtinaitis (2008-2010)
- Dražen Anzulović (2010-2011)
- Darius Maskoliūnas (2011)
- Aleksandar Džikić (2011-2012)
- Darius Maskoliūnas (dal 2012)